# Trofeo delle Regioni 2010 - Indoor maschile
Il torneo maschile si svolge dal 27 giugno al 2 luglio 2010.

## Prima fase
In base al ranking nazionale FIPAV relativo alle ultime due edizioni del Trofeo (in caso di parità si tiene conto del miglior piazzamento nell'ultima edizione) sono stati stilati i gironi della prima fase:
| Gruppo A                    | Gruppo B                   | Gruppo C              | Gruppo D                   | Gruppo E                        | Gruppo G                 | Gruppo H                   |
| --------------------------- | -------------------------- | --------------------- | -------------------------- | ------------------------------- | ------------------------ | -------------------------- |
| Lazio Liguria Valle d'Aosta | Puglia Trentino Alto Adige | Veneto Abruzzo Umbria | Piemonte Calabria Sardegna | Sicilia Emilia Rom. Friuli-V.G. | Marche Lombardia Toscana | Campania Basilicata Molise |

### Gruppo A
| squadra       | P.ti | G | V | P | SV | SP | QS |  |
| ------------- | ---- | - | - | - | -- | -- | -- |  |
| Lazio         | 6    | 2 | 2 | 0 | 6  | 0  | 6  |  |
| Liguria       | 3    | 2 | 1 | 1 | 3  | 3  | 1  |  |
| Valle d'Aosta | 0    | 2 | 0 | 2 | 0  | 6  | 0  |  |

| Corigliano Calabro 28 giugno 2010 | Lazio | 3 – 0 | Valle d'Aosta | PalaBrillia |

| Corigliano Calabro 28 giugno 2010 | Valle d'Aosta | 0 – 3 | Liguria | PalaBrillia |

| Corigliano Calabro 28 giugno 2010 | Lazio | 3 – 0 | Liguria | PalaBrillia |

### Gruppo B
| squadra    | P.ti | G | V | P | SV | SP | QS |  |
| ---------- | ---- | - | - | - | -- | -- | -- |  |
| Puglia     | 5    | 2 | 2 | 0 | 5  | 1  | 5  |  |
| Trentino   | 4    | 2 | 1 | 1 | 4  | 2  | 2  |  |
| Alto Adige | 0    | 2 | 0 | 2 | 0  | 6  | 0  |  |

| Rossano 28 giugno 2010 | Puglia | 3 – 0 | Alto Adige | PalaITIS |

| Rossano 28 giugno 2010 | Alto Adige | 0 – 3 | Trentino | PalaITIS |

| Rossano 28 giugno 2010 | Puglia | 2 – 1 | Trentino | PalaITIS |

### Gruppo C
| squadra | P.ti | G | V | P | SV | SP | QS |  |
| ------- | ---- | - | - | - | -- | -- | -- |  |
| Veneto  | 6    | 2 | 2 | 0 | 6  | 0  | 6  |  |
| Umbria  | 3    | 2 | 1 | 1 | 3  | 3  | 1  |  |
| Abruzzo | 0    | 2 | 0 | 2 | 0  | 6  | 0  |  |

| Rossano 28 giugno 2010 | Veneto | 3 – 0 | Umbria | PalaNormanni |

| Rossano 28 giugno 2010 | Umbria | 3 – 0 | Abruzzo | PalaNormanni |

| Rossano 28 giugno 2010 | Veneto | 3 – 0 | Abruzzo | PalaNormanni |

### Gruppo D
| squadra  | P.ti | G | V | P | SV | SP | QS |  |
| -------- | ---- | - | - | - | -- | -- | -- |  |
| Piemonte | 6    | 2 | 2 | 0 | 6  | 0  | 6  |  |
| Calabria | 3    | 2 | 1 | 1 | 3  | 3  | 1  |  |
| Sardegna | 0    | 2 | 0 | 2 | 0  | 6  | 0  |  |

| Rossano 28 giugno 2010 | Piemonte | 3 – 0 | Sardegna | PalaSant'Angelo |

| Rossano 28 giugno 2010 | Sardegna | 0 – 3 | Calabria | PalaSant'Angelo |

| Rossano 28 giugno 2010 | Piemonte | 3 – 0 | Calabria | PalaSant'Angelo |

### Gruppo E
| squadra               | P.ti | G | V | P | SV | SP | QS |  |
| --------------------- | ---- | - | - | - | -- | -- | -- |  |
| Emilia-Romagna        | 6    | 2 | 2 | 0 | 6  | 0  | 6  |  |
| Sicilia               | 3    | 2 | 1 | 1 | 3  | 3  | 1  |  |
| Friuli-Venezia Giulia | 0    | 2 | 0 | 2 | 0  | 6  | 0  |  |

| Rossano 28 giugno 2010 | Sicilia | 3 – 0 | Friuli-Venezia Giulia | PalaL.Scientifico |

| Rossano 28 giugno 2010 | Friuli-Venezia Giulia | 0 – 3 | Emilia-Romagna | PalaL.Scientifico |

| Rossano 28 giugno 2010 | Sicilia | 0 – 3 | Emilia-Romagna | PalaL.Scientifico |

### Gruppo G
| squadra   | P.ti | G | V | P | SV | SP | QS |  |
| --------- | ---- | - | - | - | -- | -- | -- |  |
| Marche    | 6    | 2 | 2 | 0 | 6  | 0  | 6  |  |
| Lombardia | 3    | 2 | 1 | 1 | 3  | 3  | 1  |  |
| Toscana   | 0    | 2 | 0 | 2 | 0  | 6  | 0  |  |

| Rossano 28 giugno 2010 | Marche | 3 – 0 | Toscana | PalaITC |

| Rossano 28 giugno 2010 | Toscana | 0 – 3 | Lombardia | PalaITC |

| Rossano 28 giugno 2010 | Marche | 3 – 0 | Lombardia | PalaITC |

### Gruppo H
| squadra    | P.ti | G | V | P | SV | SP | QS  |  |
| ---------- | ---- | - | - | - | -- | -- | --- |  |
| Molise     | 4    | 2 | 2 | 0 | 4  | 2  | 2   |  |
| Campania   | 3    | 2 | 1 | 1 | 3  | 3  | 1   |  |
| Basilicata | 2    | 2 | 0 | 2 | 2  | 4  | 0,5 |  |

| Corigliano Calabro 28 giugno 2010 | Campania | 1 – 2 | Molise | PalaSporting Club |

| Corigliano Calabro 28 giugno 2010 | Campania | 2 – 1 | Basilicata | PalaSporting Club |

| Corigliano Calabro 28 giugno 2010 | Molise | 2 – 1 | Basilicata | PalaSporting Club |

## Seconda fase
In base ai risultati della prima fase si stila una classifica che genera i seguenti gironi (tra parentesi la posizione in classifica dopo la prima fase):
| Gruppo A1                            | Gruppo B1                              | Gruppo C1                             | Gruppo D1                             | Gruppo E1                             | Gruppo G1                           | Gruppo H1                              |
| ------------------------------------ | -------------------------------------- | ------------------------------------- | ------------------------------------- | ------------------------------------- | ----------------------------------- | -------------------------------------- |
| Lazio (1) Campania (14) A.Adige (21) | Veneto (2) Sicilia (13) V.d'Aosta (20) | Emilia (3) Calabria (12) Abruzzo (19) | Piemonte (4) Umbria (11) Toscana (18) | Marche (5) Lombardia (10) Friuli (17) | Puglia (6) Liguria (9) Sardegna(16) | Molise (7) Trentino (8) Basilicata(15) |

### Gruppo A1
| squadra    | P.ti | G | V | P | SV | SP | QS  |  |
| ---------- | ---- | - | - | - | -- | -- | --- |  |
| Lazio      | 6    | 2 | 2 | 0 | 6  | 0  | 6   |  |
| Campania   | 2    | 2 | 1 | 1 | 2  | 4  | 0,5 |  |
| Alto Adige | 1    | 2 | 0 | 2 | 1  | 5  | 0,2 |  |

| 29 giugno 2010 | Lazio | 3 – 0 | Alto Adige |  |

| 29 giugno 2010 | Alto Adige | 1 – 2 | Campania |  |

| 29 giugno 2010 | Lazio | 3 – 0 | Liguria |  |

### Gruppo B1
| squadra       | P.ti | G | V | P | SV | SP | QS |  |
| ------------- | ---- | - | - | - | -- | -- | -- |  |
| Veneto        | 6    | 2 | 2 | 0 | 6  | 0  | 6  |  |
| Sicilia       | 3    | 2 | 1 | 1 | 3  | 3  | 1  |  |
| Valle d'Aosta | 0    | 2 | 0 | 2 | 0  | 6  | 0  |  |

| 29 giugno 2010 | Veneto | 3 – 0 | Valle d'Aosta |  |

| 29 giugno 2010 | Valle d'Aosta | 0 – 3 | Sicilia |  |

| 29 giugno 2010 | Veneto | 2 – 1 | Sicilia |  |

### Gruppo C1
| squadra        | P.ti | G | V | P | SV | SP | QS |  |
| -------------- | ---- | - | - | - | -- | -- | -- |  |
| Calabria       | 5    | 2 | 2 | 0 | 5  | 1  | 5  |  |
| Emilia-Romagna | 4    | 2 | 1 | 1 | 4  | 2  | 2  |  |
| Abruzzo        | 0    | 2 | 0 | 2 | 0  | 6  | 0  |  |

| 29 giugno 2010 | Emilia-Romagna | 3 – 0 | Abruzzo |  |

| 28 giugno 2010 | Abruzzo | 0 – 3 | Calabria |  |

| 28 giugno 2010 | Emilia-Romagna | 1 – 2 | Calabria |  |

### Gruppo D1
| squadra  | P.ti | G | V | P | SV | SP | QS  |  |
| -------- | ---- | - | - | - | -- | -- | --- |  |
| Piemonte | 6    | 2 | 2 | 0 | 6  | 0  | 6   |  |
| Umbria   | 2    | 2 | 1 | 1 | 2  | 4  | 0,5 |  |
| Toscana  | 1    | 2 | 0 | 2 | 1  | 5  | 0,2 |  |

| 29 giugno 2010 | Piemonte | 3 – 0 | Toscana |  |

| 29 giugno 2010 | Toscana | 1 – 2 | Umbria |  |

| 29 giugno 2010 | Piemonte | 3 – 0 | Umbria |  |

### Gruppo E1
| squadra               | P.ti | G | V | P | SV | SP | QS |  |
| --------------------- | ---- | - | - | - | -- | -- | -- |  |
| Marche                | 6    | 2 | 2 | 0 | 6  | 0  | 6  |  |
| Lombardia             | 3    | 2 | 1 | 1 | 3  | 3  | 1  |  |
| Friuli-Venezia Giulia | 0    | 2 | 0 | 2 | 0  | 6  | 0  |  |

| 29 giugno 2010 | Marche | 3 – 0 | Friuli-Venezia Giulia |  |

| 29 giugno 2010 | Friuli-Venezia Giulia | 0 – 3 | Lombardia |  |

| 29 giugno 2010 | Marche | 3 – 0 | Lombardia |  |

### Gruppo G1
| squadra  | P.ti | G | V | P | SV | SP | QS  |  |
| -------- | ---- | - | - | - | -- | -- | --- |  |
| Puglia   | 5    | 2 | 2 | 0 | 5  | 1  | 5   |  |
| Sardegna | 2    | 2 | 1 | 1 | 2  | 4  | 0,5 |  |
| Liguria  | 2    | 2 | 0 | 2 | 2  | 4  | 0,5 |  |

| 29 giugno 2010 | Puglia | 3 – 0 | Sardegna |  |

| 29 giugno 2010 | Sardegna | 2 – 1 | Liguria |  |

| 29 giugno 2010 | Puglia | 2 – 1 | Liguria |  |

### Gruppo H1
| squadra    | P.ti | G | V | P | SV | SP | QS  |  |
| ---------- | ---- | - | - | - | -- | -- | --- |  |
| Trentino   | 5    | 2 | 2 | 0 | 5  | 1  | 5   |  |
| Molise     | 3    | 2 | 1 | 1 | 3  | 3  | 1   |  |
| Basilicata | 1    | 2 | 0 | 2 | 1  | 5  | 0,2 |  |

| 29 giugno 2010 | Molise | 2 – 1 | Basilicata |  |

| 29 giugno 2010 | Basilicata | 0 – 3 | Trentino |  |

| 29 giugno 2010 | Molise | 1 – 2 | Trentino |  |

## Fase Finale Vincenti

### Gruppo V1
| squadra  | P.ti | G | V | P | SV | SP | QS |  |
| -------- | ---- | - | - | - | -- | -- | -- |  |
| Calabria | 5    | 2 | 2 | 0 | 5  | 1  | 5  |  |
| Veneto   | 4    | 2 | 1 | 1 | 4  | 2  | 2  |  |
| Campania | 0    | 2 | 0 | 2 | 0  | 6  | 0  |  |

| Rossano 30 giugno 2010 | Veneto | 3 – 0 | Campania | PalaNormanni |

| Rossano 30 giugno 2010 | Campania | 0 – 3 | Calabria | PalaNormanni |

| Rossano 30 giugno 2010 | Veneto | 1 – 2 | Calabria | PalaNormanni |

### Gruppo V2
| squadra   | P.ti | G | V | P | SV | SP | QS  |  |
| --------- | ---- | - | - | - | -- | -- | --- |  |
| Lazio     | 5    | 2 | 2 | 0 | 5  | 1  | 5   |  |
| Lombardia | 3    | 2 | 1 | 1 | 3  | 3  | 1   |  |
| Trentino  | 1    | 2 | 0 | 2 | 1  | 5  | 0,2 |  |

| Corigliano Calabro 30 giugno 2010 | Lazio | 2 – 1 | Lombardia | PalaBrillia |

| Corigliano Calabro 30 giugno 2010 | Lombardia | 2 – 1 | Trentino | PalaBrillia |

| Corigliano Calabro 30 giugno 2010 | Lazio | 3 – 0 | Trentino | PalaBrillia |

### Gruppo V3
| squadra        | P.ti | G | V | P | SV | SP | QS |  |
| -------------- | ---- | - | - | - | -- | -- | -- |  |
| Marche         | 5    | 2 | 2 | 0 | 5  | 1  | 5  |  |
| Emilia-Romagna | 4    | 2 | 1 | 1 | 4  | 2  | 2  |  |
| Sicilia        | 0    | 2 | 0 | 2 | 0  | 6  | 0  |  |

| Rossano 30 giugno 2010 | Marche | 3 – 0 | Sicilia | PalaITC |

| Rossano 30 giugno 2010 | Sicilia | 0 – 3 | Emilia-Romagna | PalaITC |

| Rossano 30 giugno 2010 | Marche | 2 – 1 | Emilia-Romagna | PalaITC |

### Gruppo V4
| squadra  | P.ti | G | V | P | SV | SP | QS |  |
| -------- | ---- | - | - | - | -- | -- | -- |  |
| Piemonte | 6    | 2 | 2 | 0 | 6  | 0  | 6  |  |
| Puglia   | 3    | 2 | 1 | 1 | 3  | 3  | 1  |  |
| Molise   | 0    | 2 | 0 | 2 | 0  | 6  | 0  |  |

| Rossano 30 giugno 2010 | Piemonte | 3 – 0 | Molise | PalaSant'Angelo |

| Rossano 30 giugno 2010 | Molise | 0 – 3 | Puglia | PalaSant'Angelo |

| Rossano 30 giugno 2010 | Piemonte | 3 – 0 | Puglia | PalaSant'Angelo |

## Fase Finale Perdenti

### Gruppo P5
| squadra       | P.ti | G | V | P | SV | SP | QS |  |
| ------------- | ---- | - | - | - | -- | -- | -- |  |
| Umbria        | 6    | 2 | 2 | 0 | 6  | 0  | 6  |  |
| Alto Adige    | 3    | 2 | 1 | 1 | 3  | 3  | 1  |  |
| Valle d'Aosta | 0    | 2 | 0 | 2 | 0  | 6  | 0  |  |

| Rossano 30 giugno 2010 | Umbria | 3 – 0 | Valle d'Aosta | PalaL.Scientifico |

| Rossano 30 giugno 2010 | Valle d'Aosta | 0 – 3 | Alto Adige | PalaL.Scientifico |

| Rossano 30 giugno 2010 | Umbria | 3 – 0 | Alto Adige | PalaL.Scientifico |

### Gruppo P6
| squadra | P.ti | G | V | P | SV | SP | QS | QP    |  |
| ------- | ---- | - | - | - | -- | -- | -- | ----- |  |
| Liguria | 3    | 2 | 1 | 1 | 3  | 3  | 1  | 1,035 |  |
| Abruzzo | 3    | 2 | 1 | 1 | 3  | 3  | 1  | 1,022 |  |
| Toscana | 3    | 2 | 1 | 1 | 3  | 3  | 1  | 0,944 |  |

| Rossano 30 giugno 2010 | Liguria | 1 – 2 | Abruzzo | PalaITIS |

| Rossano 30 giugno 2010 | Liguria | 2 – 1 | Toscana | PalaITIS |

| Rossano 30 giugno 2010 | Abruzzo | 1 – 2 | Toscana | PalaITIS |

### Gruppo P7
| squadra               | P.ti | G | V | P | SV | SP | QS  |  |
| --------------------- | ---- | - | - | - | -- | -- | --- |  |
| Sardegna              | 5    | 2 | 2 | 0 | 5  | 1  | 5   |  |
| Basilicata            | 3    | 2 | 1 | 1 | 3  | 3  | 1   |  |
| Friuli-Venezia Giulia | 1    | 2 | 0 | 2 | 1  | 5  | 0,2 |  |

| Corigliano Calabro 30 giugno 2010 | Basilicata | 3 – 0 | Friuli-Venezia Giulia | PalaSporting Club |

| Corigliano Calabro 30 giugno 2010 | Friuli-Venezia Giulia | 1 – 2 | Sardegna | PalaSporting Club |

| Corigliano Calabro 30 giugno 2010 | Basilicata | 0 – 3 | Sardegna | PalaSporting Club |

## Finali 19º-21º posto
| squadra               | P.ti | G | V | P | SV | SP | QS |  |
| --------------------- | ---- | - | - | - | -- | -- | -- |  |
| Toscana               | 5    | 0 | 2 | 0 | 5  | 1  | 5  |  |
| Friuli-Venezia Giulia | 4    | 2 | 1 | 1 | 4  | 2  | 2  |  |
| Valle d'Aosta         | 0    | 2 | 0 | 2 | 0  | 6  | 0  |  |

| Corigliano Calabro 1º luglio 2010 | Toscana | 3 – 0 | Valle d'Aosta | PalaSporting Club |

| Corigliano Calabro 1º luglio 2010 | Valle d'Aosta | 0 – 3 | Friuli-Venezia Giulia | PalaSporting Club |

| Corigliano Calabro 1º luglio 2010 | Toscana | 2 – 1 | Friuli-Venezia Giulia | PalaSporting Club |

## Finali 16º-18º posto
| squadra    | P.ti | G | V | P | SV | SP | QS  |  |
| ---------- | ---- | - | - | - | -- | -- | --- |  |
| Abruzzo    | 6    | 2 | 2 | 0 | 6  | 0  | 6   |  |
| Alto Adige | 2    | 2 | 1 | 1 | 2  | 4  | 0,5 |  |
| Basilicata | 0    | 2 | 0 | 2 | 1  | 5  | 0,2 |  |

| Rossano 1º luglio 2010 | Abruzzo | 3 – 0 | Basilicata | PalaITC |

| Rossano 1º luglio 2010 | Basilicata | 1 – 2 | Alto Adige | PalaITC |

| Rossano 1º luglio 2010 | Abruzzo | 3 – 0 | Alto Adige | PalaITC |

## Finali 13º-15º posto
| squadra  | P.ti | G | V | P | SV | SP | QS  |  |
| -------- | ---- | - | - | - | -- | -- | --- |  |
| Sardegna | 4    | 2 | 2 | 0 | 4  | 2  | 2   |  |
| Umbria   | 3    | 2 | 1 | 1 | 3  | 3  | 1   |  |
| Liguria  | 2    | 2 | 0 | 2 | 2  | 4  | 0,5 |  |

| Corigliano Calabro 1º luglio 2010 | Umbria | 2 – 1 | Liguria | PalaBrillia |

| Corigliano Calabro 1º luglio 2010 | Liguria | 1 – 2 | Sardegna | PalaBrillia |

| Corigliano Calabro 1º luglio 2010 | Umbria | 1 – 2 | Sardegna | PalaBrillia |

## Tabellone 9º-12º posto
|  | Semifinali | Semifinali | Semifinali |         |          | Finale   | Finale | Finale |  |
|  |            |            |            |         |          |          |        |        |  |
|  | 9          | Trentino   | 2          |         |          |          |        |        |  |
|  | 9          | Trentino   | 2          |         |          |          |        |        |  |
|  | 12         | Campania   | 0          |         |          |          |        |        |  |
|  | 12         | Campania   | 0          |         | Trentino | Trentino | 2      |        |  |
|  |            |            |            |         | Trentino | Trentino | 2      |        |  |
|  |            |            | Sicilia    | Sicilia | 1        |          |        |        |  |
|  | 10         | Sicilia    | Sicilia    | Sicilia | 1        | 2        |        |        |  |
|  | 10         | Sicilia    |            |         |          |          |        |        |  |
|  | 11         | Molise     | 0          |         |          |          |        |        |  |

### Semifinali
| Rossano 1º luglio 2010 | Trentino | 2 – 0 | Campania | PalaITIS |

| Rossano 1º luglio 2010 | Sicilia | 2 – 1 | Molise | PalaNormanni |

### Finale 11º-12º posto
| Rossano 1º luglio 2010 | Campania | 2 – 1 | Molise | PalaL.Scientifico |

### Finale 9º-10º posto
| Rossano 1º luglio 2010 | Trentino | 2 – 1 | Sicilia | PalaITIS |

## Tabellone 5º-8º posto
|  | Semifinali | Semifinali     | Semifinali     |                |        | Finale | Finale | Finale |  |
|  |            |                |                |                |        |        |        |        |  |
|  | 5          | Veneto         | 2              |                |        |        |        |        |  |
|  | 5          | Veneto         | 2              |                |        |        |        |        |  |
|  | 8          | Lombardia      | 0              |                |        |        |        |        |  |
|  | 8          | Lombardia      | 0              |                | Veneto | Veneto | 0      |        |  |
|  |            |                |                |                | Veneto | Veneto | 0      |        |  |
|  |            |                | Emilia-Romagna | Emilia-Romagna | 2      |        |        |        |  |
|  | 6          | Emilia-Romagna | Emilia-Romagna | Emilia-Romagna | 2      | 2      |        |        |  |
|  | 6          | Emilia-Romagna |                |                |        |        |        |        |  |
|  | 7          | Puglia         | 1              |                |        |        |        |        |  |

### Semifinali
| Rossano 1º luglio 2010 | Veneto | 2 – 0 | Lombardia | PalaITIS |

| Rossano 1º luglio 2010 | Emilia-Romagna | 2 – 1 | Puglia | PalaNormanni |

### Finale 7º-8º posto
| Rossano 1º luglio 2010 | Lombardia | 0 – 2 | Puglia | PalaL.Scientifico |

### Finale 5º-6º posto
| Rossano 1º luglio 2010 | Veneto | 0 – 2 | Emilia-Romagna | PalaNormanni |

## Tabellone 1º posto
|  | Semifinali | Semifinali | Semifinali |       |          | Finale   | Finale | Finale |  |
|  |            |            |            |       |          |          |        |        |  |
|  | 1          | Piemonte   | 2          |       |          |          |        |        |  |
|  | 1          | Piemonte   | 2          |       |          |          |        |        |  |
|  | 4          | Calabria   | 0          |       |          |          |        |        |  |
|  | 4          | Calabria   | 0          |       | Piemonte | Piemonte | 3      |        |  |
|  |            |            |            |       | Piemonte | Piemonte | 3      |        |  |
|  |            |            | Lazio      | Lazio | 0        |          |        |        |  |
|  | 2          | Marche     | Lazio      | Lazio | 0        | 1        |        |        |  |
|  | 2          | Marche     |            |       |          |          |        |        |  |
|  | 3          | Lazio      | 2          |       |          |          |        |        |  |

### Semifinali
| Rossano 1º luglio 2010 | Piemonte | 2 – 0 (25-19) (25-15) | Calabria | PalaSant'Angelo |

| Rossano 1º luglio 2010 | Marche | 1 – 2 (25-22) (21-25) (23-25) | Lazio | PalaNormanni |

### Finale 3º-4º posto
| Rossano 1º luglio 2010 | Calabria | 2 – 0 (25-21) (25-17) | Marche | PalaNormanni |

### Finale 1º-2º posto
| Rossano 2 luglio 2010 | Piemonte | 3 – 0 (25-20) (25-21) | Lazio | PalaSant'Angelo |

## Campione delle Regioni
Piemonte
(2º titolo)

### Rosa
| N° | Nome              | Anno | Ruolo         |
| -- | ----------------- | ---- | ------------- |
| 1  | Simone Collinetti | 1995 | Centrale      |
| 3  | Roberto Rivan     | 1994 | Libero        |
| 4  | Luca Floris       | 1994 | Schiacciatore |
| 5  | Cristian Ghibaudo | 1994 | Schiacciatore |
| 7  | Davide Cominu     | 1994 | Schiacciatore |
| 8  | Marco Izzo        | 1994 | Palleggiatore |
| 9  | Andrea Galaverna  | 1994 | Schiacciatore |
| 10 | Alberto Piasco    | 1994 | Centrale      |
| 11 | Edoardo Picco     | 1994 | Centrale      |
| 12 | Stefano Traversi  | 1994 | Centrale      |
| 13 | Matteo Scarrone   | 1994 | Schiacciatore |
| 14 | Alberto Vittone   | 1994 | Palleggiatore |

| Nome          | Ruolo           |
| ------------- | --------------- |
| Monica Cresta | Allenatore      |
| Mauro Rizzo   | Vice Allenatore |

## Classifica Finale
|  |     | Classifica finale Kinderiadi maschili 2010 |  |
|  | --- | ------------------------------------------ |  |
|  | 1.  | Piemonte                                   |  |
|  | 2.  | Lazio                                      |  |
|  | 3.  | Calabria                                   |  |
|  | 4.  | Marche                                     |  |
|  | 5.  | Emilia-Romagna                             |  |
|  | 6.  | Veneto                                     |  |
|  | 7.  | Puglia                                     |  |
|  | 8.  | Lombardia                                  |  |
|  | 9.  | Trentino                                   |  |
|  | 10. | Sicilia                                    |  |
|  | 11. | Campania                                   |  |
|  | 12. | Molise                                     |  |
|  | 13. | Sardegna                                   |  |
|  | 14. | Umbria                                     |  |
|  | 15. | Liguria                                    |  |
|  | 16. | Abruzzo                                    |  |
|  | 17. | Alto Adige                                 |  |
|  | 18. | Basilicata                                 |  |
|  | 19. | Toscana                                    |  |
|  | 20. | Friuli-Venezia Giulia                      |  |
|  | 21. | Valle d'Aosta                              |  |